# شمشک دربندسر
شهر شمشک دربندسر یکی از شهرهای بخش رودبارقصران شهرستان شمیرانات استان تهران است. وزیران عضو کمیسیون سیاسی و دفاعی دولت بنا به پیشنهاد وزارت کشور و به استناد ماده (۱۳) قانون تعاریف و ضوابط تقسیمات کشوری -مصوب ۱۳۶۲ - در آبان ماه سال ۱۳۹۱ تصویب کردند: روستاها، مزارع و مکان‌های سفیدستان، شمشک بالا، شمشک پایین، دربندسر، درود و جیرود از توابع دهستان رودبار قصران بخش رودبار قصران شهرستان شمیرانات با یکدیگر ادغام و از این پس به عنوان شهر شمشک شناخته می‌شود.
پیست اسکی شمشک و پیست اسکی دربندسر در این شهر قرار دارند. پیست اسکی بین‌المللی دیزین نیز در نزدیکی شهر شمشک دربندسر در منطقهٔ دیزین شهرستان کرج قرار دارد.

## زبان

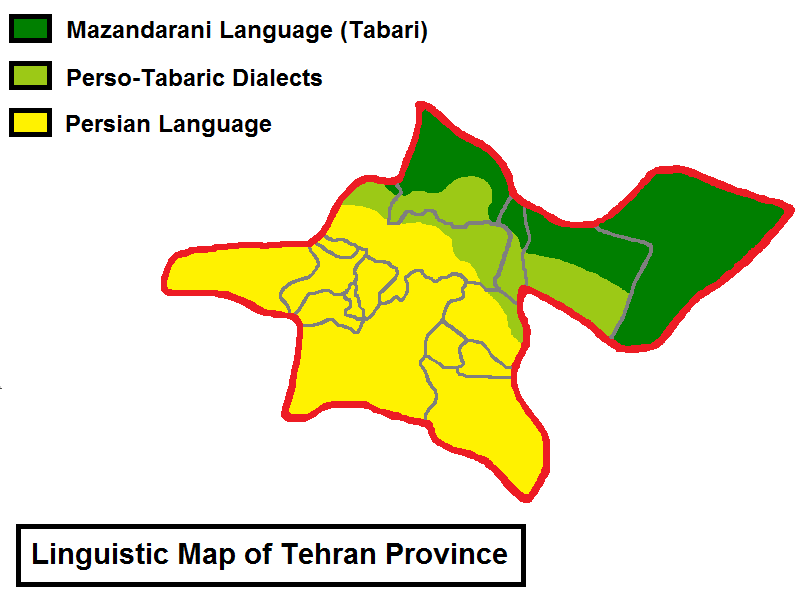
نقشهٔ زبانی استان تهران ،رنگ سبز تیره زبان مازندرانی ، رنگ سبز روشن گویش های فارسی-مازندرانی(تجریشی، لواسانی و دماوندی) ، رنگ زرد زبان فارسی

مردم شمشک دربندسر به گویش قصرانی زبان مازندرانی صحبت می کنند.حسین کریمان در جلد دوم کتاب قصران کوهسران آورده‌است: منطقه قصران باستانی شامل مناطق لاوشان، فشم، دربندسر، گاجره و روستاهای کوهپایه‌ای توچال تا مناطق غربی رودخانه جاجرود. زبان عمومی مردم قصران لهجه‌ای از زبان باستانی پهلوی است که زبان طبری یا مازندرانی، که از ریشهٔ زبانهای دیرین ایرانی است، و عربی و اندکی ترکی، بدان درآمیخته و از زبان دری نیز در قرون اسلامی تأثیر یافته‌است، و هر چه از ری به مازندران نزدیک تر شوند بر میزان لهجهٔ مازندرانی به همان نسبت افزوده می‌شود، چنان‌که در لهجهٔ میگون و شهرستانک و لالان و زایگان و روته و گرمابدر و شمشک و دربندسر زبان و لهجهٔ مازندرانی غلبه دارد.

## محله‌های شهر شمشک دربندسر
- جیرود
- درود
- شمشک پایین
- شمشک بالا
- سفیدستان
- دربندسر

## پیست‌های اسکی
- پیست اسکی شمشک
- پیست اسکی  دربندسر

## تاریخچه اسکی
در ابتدا مهندسین آلمانی و سوئیسی که برای احداث معادن به ایران آمده بودند با مشاهده کوه‌های پر برف ایران به اسکی در ایران پرداختند.
در سال ۱۳۱۰ آلمانی‌ها و سوئیسی‌ها برای اسکی به منطقه حاجی‌آباد رفتند که در همان سال بهمن در حاجی‌آباد باعث مرگ ۳ آلمانی شد و رضا شاه بعد از این اتفاق اسکی در ان منطقه را ممنوع کرد.
و بعد از ان مهندسین آلمانی در شمشک آغازگر ورزشی بودند که تا امروز هزاران نفر را به سوی خود جذب کرده‌است.

## تاریخچه پیستهای اسکی در ایران
اولین محل اسکی تپه‌های تلو بود و بعد از آن منطقه حاجی‌آباد پشت خط الراس قله توچال بطرف اوشان محل اسکی شد؛ و بعد از آن شمشک محلی بود که اسکی به صورت حرفه‌ای تر در آنجا انجام می‌شد اولین دستگاه بالابر در ۲۹ دیماه در سال ۱۳۲۹ در پیست اسکی تلو نصب شد و پس از ۳ سال به علت کم برفی منطقه تلو دستگاه بالابر به منطقه آبعلی منتقل شد. در سال ۱۳۳۱ خلیل عباسی و حسین آهنگران یک دستگاه تله اسکی به طول ۳۷۰ متر که با موتور جیپ کار می‌کرد برای پیست آبعلی ساختند. در سال ۱۳۳۶ محمود بیگلو یک دستگاه تله اسکی چکشی ساخت و در پیست مبتدی آبعلی موسوم به خرس سفید نصب شد. در پیست شمشک که فعالیت اسکی از سال۱۳۲۷ شروع شده بود نخستین تله اسکی در سال ۱۳۳۷ به طول ۲۵۰ متر که به صورت ۳ پایه‌ای بود نصب شد.
نخستین تله سیژ در سال۱۳۴۲ توسط گالتون کاتیار (اولین مربی اتریشی ایران) از شرکت Poma خریداری شد و در شمشک نصب شد که طول آن ۵۰۰ متر می‌رسید.
پیست اسکی دیزین در سال ۱۳۴۴ شروع به ساخت شد و در سال ۱۳۴۸ تله کابین اول (هتل به شاله وسط) احداث شد و بعد از آن تله اسکی شاله و تله سیژ شاله تا قله شروع به کار کرد و به مرور زمان تله کابین قله و تله‌های پیست‌های دره و گوزنی شروع به کار کرد. بعد از چندین سال تله سیژ دره تبدیل به تله کابین شد. (شکل دیزین قبل از ساخت تله کابین۱۹۷۰)
پیست اسکی توچال در سال ۱۳۵۳ آغاز به کار کرد که خط تله کابین اسکی بازان را تا ایستگاه ۵ به ارتفاع ۲۷۰۰ متر و ایستگاه ۷ به ارتفاع ۳۸۵۰ متر انتقال می‌داد.

## معادن زغال‌سنگ شمشک
رسوبات زغال‌دار ایران با نام گروه زغال‌دار شمشک و نای بند (سازندهای شمشک و نای بند) از دیدگاه زمانی از تریاس بالایی آغاز و تا ژوراسیک میانی ادامه دارد. محدودهٔ گسترش این رسوبات، شمال و مرکز و غرب ایران را دربر می‌گیرد.
حوضه‌های زغالی ایران در دو بخش بزرگ زمین‌شناسی ایران یعنی البرز و ایران مرکزی گسترش دارند. این حوضه‌های زغالی، اغلب در محیط‌های زمین ساختیِ فعال و عموماً ناودیسی تشکیل شده‌اند. سنگ‌های دربرگیرندهٔ زغال سنگ‌های این حوضه‌ها، کنگلومرا، ماسه سنگ، شیل، سیلت و ماسه سنگ آهکی است. زغال سنگ‌های البرز عموماً در سازند شمشک و زغال سنگ‌های ایران مرکزی عموماً در سازند نای بند با سن تریاس فوقانی تا ژوراسیک زیرین تشکیل شده‌اند. رسوبات زغال‌دار حوضهٔ البرز، اغلب از نوع تخریبی هستند و رسوبات حوضه ایران مرکزی بیشتر تحت تأثیر رسوبات دریایی قرار گرفته‌اند. ویژگیِ عمومی زغال سنگ‌های این حوضه‌ها آن است که این زغال سنگ‌ها اغلب از نوع گازدار، گازدار چرب تا چرب هستند. این زغال سنگ‌ها از نظر تجاری اغلب از نوع کُک شو و کمتر از نوعِ حرارتی هستند.
براساس سوابق موجود با تأسیس وزارت صناعت و فلاحت در سال ۱۳۰۹ و آغاز احداث کارخانجات قندسازی و سیمان و ذوب فلزات، موضوع اکتشاف و گشایش معادن زغال‌سنگ برای تأمین مواد اولیه و انرژی این صنایع مطرح و فعالیت‌های معدنی برای تولید زغال‌سنگ در سال ۱۳۱۳ با گشایش معادن زغال‌سنگ شمشک و گاجره و لالون و الیکا در دامنهٔ جنوبی البرز و معادن چشمه گل در استان خراسان و هجدک در کرمان آغاز و در سال ۱۳۱۶ همزمان با عقد قرارداد کارخانه ذوب آهن کرج با کنسرسیوم دماگ/کروپ آلمان، اکتشافات جدید به منظور تأمین ۲۵۰ هزار تن زغال‌سنگ مورد نیاز این پروژه آغاز گردیده‌است. به علت وقوع جنگ جهانی دوم این فعالیت‌ها به نتیجه نرسید لذا تولید زغال سنگ در کشور در سال ۱۳۱۶، فقط در حدود سالیانه ۱۳۳ هزار تن انجام شد.
تحقیق و اکتشاف سیستماتیک بر روی منابع زغال‌سنگ ایران از سال ۱۳۴۵ و به منظور تأمین نیاز کارخانه ذوب آهن اصفهان و پیش‌بینی تهیه زغال سنگ برای فازهای بعدی توسعهٔ این کارخانه آغاز شد. وسعت نواحی زغال خیز ایران حدود یکصد هزار کیلومتر مربع است. میزان ذخایر زغال‌سنگ این نواحی در ۶۵۰ میلیون تن ذخیرهٔ قطعی و ۱۲۰۰ میلیون تن ذخیرهٔ احتمالی زغال سنگ کک شو و حدود ۳۰۰۰ میلیون تن ذخیرهٔ احتمالی زغال سنگ حرارتی برآورد شده‌است.
معادن زغال سنگ شمشک سبب اشتغال ساکنان شمشک و محله‌های مجاور نظیر میگون، جیرود در این معادن گردید.

### قانون مجلس در حمایت مالی از معادن شمشک
این قانون که مشتمل بر یک ماده است در جلسه بیستم مرداد ماه ۱۳۰۷ شمسی به تصویب مجلس شورای ملی رسید.
ماده واحده - برای استخراج معادن زغال سنگ شمشک و ساختن راه شمشک به تهران برای حمل زغال و همچنین برای مخارج و حقوق اداره کل معادن وزارت مالیه مجاز است تا مبلغ دویست هزار تومان از محل عایدات انحصار قند و شکر به وزارت فواید عامه کارسازی دارد.
تبصره - وزارت مالیه مکلف است بودجه اداره معادن وزارت فواید عامه را که از محل مذکور فوق می‌پردازد از محل صرفه جویی بودجه کل وزارت فواید عامه در سال ۱۳۰۷ تأمین نماید.

### انفجار معدن شمشک

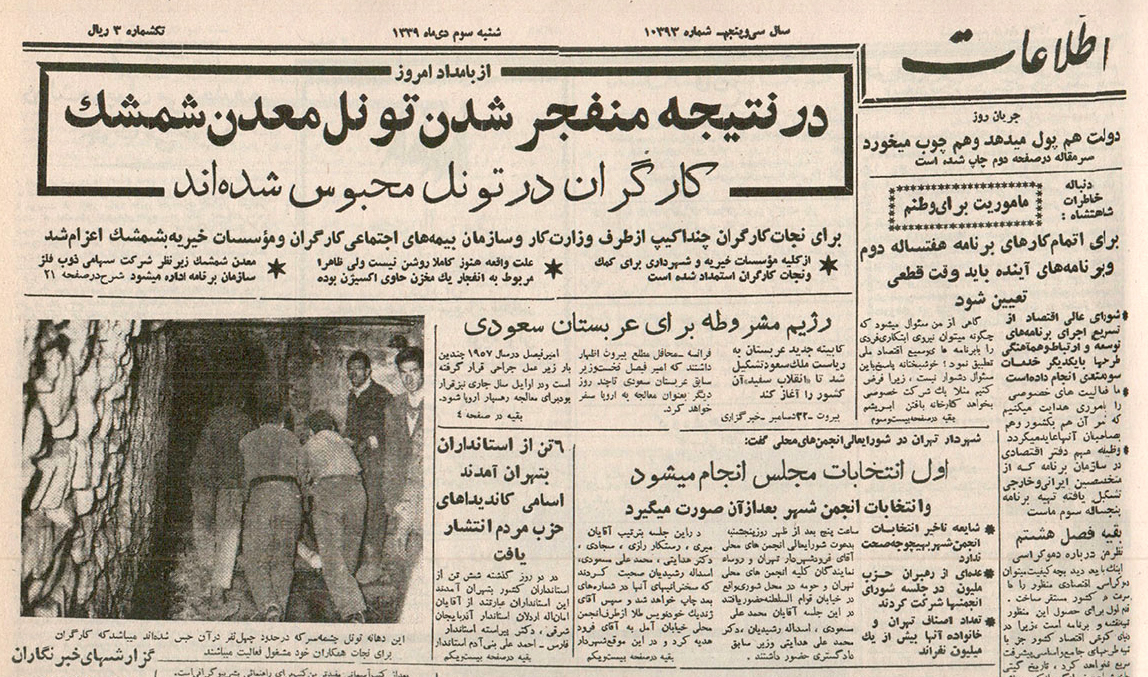
انفجار معدن زغال سنگ شمشک

یکی از معادن دولتی در شمشک در سال ۱۳۳۹ بعلت انتشار گاز منفجر گشت و تعداد ۲۱ تن از کارکنان معدن در این انفجار جان خود را از دست دادند. بسیاری از مردم منطقه از این اتفاق به‌عنوان تلخ‌ترین حادثه صد سال گذشته شمشک یاد می‌کنند.

### گزارش عبدالمجید وکیل (مکتشف معدن مس سرچشمه) در دوران کاراموزی از احتمال انفجار در معدن شمشک
مهندس عبدالمجید وکیل که دوران کاراموزی خود را در معدن شمشک می‌گذراند در گزارش‌های خود بارها از احتمال انفجار معدن به علت کشیدن سیگار توسط کارگران در قسمت‌های گازدار هشدار داده بود. مهندس نصراله محمودی استاد کاراموزی ایشان بارها این گزارش‌ها را به مقامات مسئول داده بودند و حتی کپی این گزارش‌ها به رئیس معدن هم رسیده بود.

### معدن فسفات جیرود تنها معدن فعال حال حاضر در شمشک دربندسر
در حال حاضر تنها از دو معدن بزرگ در کشور فسفات استخراج می‌شود یکی معدن فسفات اسفوردی در ۳۵ کیلومتری شمال‌شرقی شهرستان بافق و دیگری جیرود در ۴۵ کیلومتری شمال‌شرق پایتخت.
فسفات آسفوردی با منشأی آذرین به دلیل بالا بودن عیار و روباز بودن معدن (هزینه استخراج کم) و قیمت تمام شده ۳۰ دلار به ازای هر تن، اقتصادی برآورد شده و طرح فسفات آسفوردی جهت احداث کارخانه تغلیظ در سال ۱۳۶۸ تشکیل شد.

## جاده تهران – شمشک دربندسر

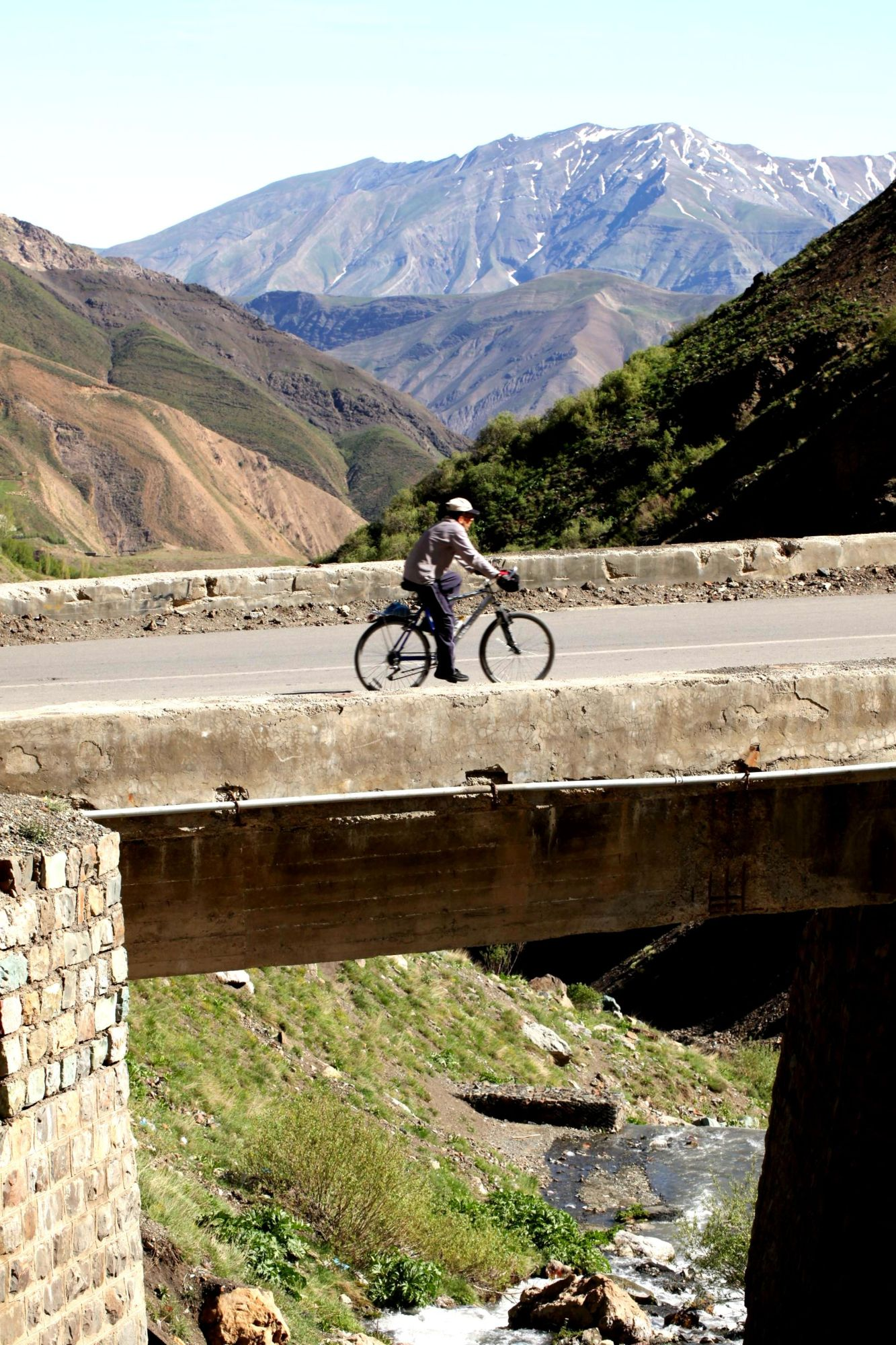
نمایی در فصل تابستان شهر شمشک

در سال‌های بین ۱۳۰۰ تا ۱۳۱۰ شمسی اداره طرق و شوارع اقدام به احداث راه ماشین رو بین تهران و شمشک نمود. جاده اصلی که از زردبند شروع و تا دیزین ادامه دارد، در زمان پهلوی اول با نقشه دکتر حسابی و صرفاً جهت بهره‌برداری از زغال‌سنگ شمشک تعمیر و تعریض و ساخته شد. این جاده با ابزارهای ساده از جمله بیل و کلنگ و دیلم و پتک و با دست و بازوی مردانی که برخی از آنان در همین جاده کشته شدند و با همت رضاشاه دیواره‌های صخره‌ای تنگه میگون شکافته و مورد بهره‌برداری قرار گرفت. راه شوسه و باریک بود و به علت سفتی و کوهستانی بودن منطقه در ۳ سال طول کشید. این راه از جاده آبعلی از نزدیکی سرخه‌حصار آغاز گردید و در آنجا از راه گردنه هزار دره به لشکرک و سپس به شمشک ادامه یافت. از آن به بعد شاخه‌های فرعی متعدّد از این راه به سوی دیگر نقاط کشیده شده‌است. در ادامه این جاده به دیزین و گچسر می‌رسد. امروزه این جاده به عنوان یکی از مسیرهای توریستی منتهی به تهران شناخته میشود.
جاده تهران به شمشک دربندسر به عنوان اولین راهسازی مدرن و علمی ایران توسط پروفسور حسابی مطرح است
از شش محور ذیل می‌توان از تهران وارد شمشک و بالعکس شد.
۱ – شمشک دربندسر - میگون – فشم – اوشان - رودک – لشگرک – استخر – تهرانپارس
۲ – - شمشک دربندسر - میگون – فشم – اوشان - رودک – لشگرک – گردنه هزار دره – تلو – آزمایش – سه راهی تهران پارس
۳ – شمشک دربندسر - میگون – فشم – اوشان – رودک – لشگرک – لواسان کوچک – لواسان بزرگ – سد لتیان – جاجرود – سه راهی تهران پارس
۴ – شمشک دربندسر - میگون – فشم – اوشان - رودک – لشگرک – گردنه قوچک – خاک سفید – تهران پارس
۵ – شمشک دربندسر - میگون – فشم – اوشان - رودک – لشگرک – گردنه قوچک – مینی سیتی – نیاوران - تجریش
۶ – شمشک دربندسر - میگون – فشم – امامه – راحت آباد – لواسان کوچک – لشگرک – تهران
راه اصلی شمشک دربندسر از زردبند شروع و با چند فرعی به روستاهای رودبار قصران وارد می‌شود..
1. با یک فرعی غربی وارد روستای زردبند می‌شود.
2. با یک فرعی غربی به روستای رودک وارد می‌شود.

۳ – با یک فرعی شرقی وارد روستای کلیگان می‌شود.
۴ – با یک فرعی غربی وارد روستای حاجی‌آباد می‌شود.
۵ – با یک فرعی شرقی وارد روستاهای امامه بالا و پایین و راحت آباد می‌شود.
۶ – با یک فرعی غربی به اوشان وصل و از آنجا به روستاهای ایگل – باغگل - آهار و شکراب می‌شود.
۷ – با یک فرعی شرقی از فشم به روستاهای روته - آبنیک - لالان – زایگان و گرمابدر می‌شود.
۸– در ادامه وارد محله جیرود، شهر شمشک دربندسر شده و از آنجا به سمت دیزین، گاجره، ولایت رود به گچسر رسیده و به جاده کرج – چالوس وصل می‌شود. البته از دیزین تا گچسر در زمستان‌ها به علت پیست اسکی مسدود و در تابستان هم با یک شیب تند و جاده خاکی پذیرای تعداد محدودی از مسافرانی است که از این طریق قصد سفر به شمال را داشته باشند.

## جاذبه‌های توریستی شهر شمشک

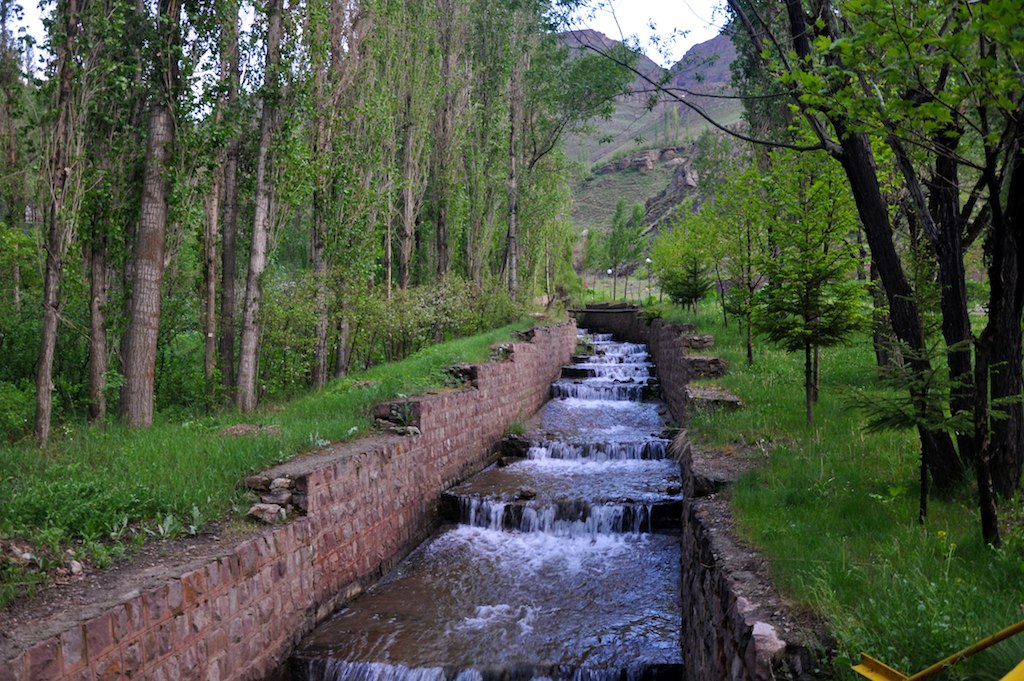
نمایی از گاجره

- پیست اسکی بین‌المللی شمشک
- پیست اسکی بین‌المللی دربندسر
- امام زاده محمد
- امامزاده ابراهیم
- امام زاده محمود
- چشمه آفتاب ندیده
- قله دال‌نشین
- کمپ کوه‌نوردی
- کلن بستک
- صخره بزرگ بندبن
- منطقه تیس
- قلقله چشمه
- تلتنگه
- جاذبه‌های تجاری
- هتل شمشک